# ويليام هاريسون كوك
ويليام هاريسون كوك هو كيميائي كندي، ولد في 2 سبتمبر 1903 في ألنويك في المملكة المتحدة، وتوفي في 19 مايو 1998 في أوتاوا في كندا.